# W쇼핑
W쇼핑(W Shopping)은 대한민국의 데이터방송 홈쇼핑 채널이다.